# San Holo
Sander van Dijck (Zoetermeer, 26 de novembro de 1990), mais conhecido pelo nome artístico San Holo,  é um DJ e produtor musical neerlandês. É considerado um pioneiro do subgênero de música eletrônica conhecido como future bass, e seu estilo musical também já foi categorizado como trap. Seu primeiro sucesso foi o remix da canção "The Next Episode", de Dr. Dre, que atingiu mais de 80 milhões de visualizações em menos de dois anos no YouTube.
San Holo tocava em bandas com amigos e ensinava crianças a tocar guitarra; o próprio estudou o instrumento na universidade Codarts. Decidiu seguir produzindo canções para outros artistas sem levar crédito (conhecido como ghost producing), o que teve sucesso considerável, levando-o a seguir uma carreira solo. Sua carreira começou lançando os extended plays (EPs) Corellia e Demons em 2013. Depois de lançar seu terceiro EP Cosmos em 2014, a Walt Disney Pictures ameaçou processar San Holo por seu nome artístico ser muito parecido com Han Solo, personagem de Star Wars.
Entre 2015 e 2016, San Holo lançou músicas e EPs em gravadoras como Owsla, Spinnin' Records e Monstercat. Em 22 de novembro de 2016, foi lançado "Light" através de sua própria gravadora independente, a Bitbird, tendo um grande sucesso comercial; foi certificado com um disco de ouro nos Estados Unidos e no Canadá. Dois anos depois, lançou seu álbum de estreia, Album1, que atingiu a sétima posição na Dance/Electronic Albums da Billboard e venceu no Edison Pop Awards de 2019 como o melhor álbum de dance e no International Dance Music Awards do mesmo ano como o melhor álbum de música eletrônica. Seu segundo álbum de estúdio, BB U OK?, foi lançado em 4 de junho de 2021. Seu terceiro álbum, Existential Dance Music, foi lançado em 15 de setembro de 2023.

## Infância e antecedentes
Sander van Dijck nasceu em Zoetermeer, em 26 de novembro de 1990. Na escola, gostava de matérias como linguagens. Foi o primeiro da família a se interessar por algum instrumento; seu pai trabalha com construção e sua mãe com administração. O primeiro compact disc que comprou foi o da canção "(You Drive Me) Crazy", de Britney Spears, aos seis ou sete anos. Mais tarde, quando começou a se interessar por rock, comprou seu primeiro álbum, Chocolate Starfish and the Hot Dog Flavored Water, de Limp Bizkit. Seu pai sempre ouvia Red Hot Chili Peppers, o que fez desta uma das bandas favoritas de van Dijck.
Desde os 13 anos, van Dijck toca guitarra, e estudou este instrumento e produção musical na Codarts Rotterdam. Ele ensinava crianças a tocar guitarra e tocava em bandas; segundo o próprio, ele já tocou em seis ou sete bandas. No entanto, passou a perder interesse em tocar o instrumento em bandas, que eventualmente se separavam por causa de divergências de opiniões. Então, começou a fazer ghost producing, que é quando um produtor produz uma canção para outro sem levar o crédito. Sua produção teve um considerável sucesso comercial, o que o levou a considerar uma carreira solo, começando a estudar os digital audio workstations (DAW) Ableton Live e Logic Pro. Antes de San Holo, ele tinha o projeto Casilofi, que foi sua primeira experiência gravando música. Sobre seu nome artístico atual, explicou:
| “ | [...] começou como uma piada. As pessoas me chamavam de San por um longo tempo, e uma vez eu estava com um grupo de amigos e eles disseram: "San, você sabe que seu nome não é legal o suficiente para ser um nome de artista, você sabe. Talvez você deva fazer algo como San Holo", e todos começaram a rir por causa [da piada com Star Wars]. Mas então eu meio que comecei a usar [o nome] e agora estou aqui, você sabe. Eu nunca esperei explodir desse jeito. [...] não sou um grande fã de Star Wars. Mas é só porque meu nome é San ou Sander. | ” |

## Carreira

### 2013–2014:Cease and desisteremixde "The Next Episode"
Estamos chocados com esses procedimentos, que são realmente lamentáveis para Sander (San Holo). Deveria ser claro que ele escolheu seu nome por seu amor pela franquia Star Wars, então interpretá-lo da maneira oposta é simplesmente loucura. Amamos seu último lançamento e esperamos que isso não obstrua seu sucesso como artista.

—Heroic Recordings, gravadora de San Holo na época, sobre o processo da Walt Disney Pictures.
No início de 2013, San Holo lançou seu primeiro EP, Corellia. Em outubro, lançou seu segundo EP, Demons. Em meados desse ano, fundou, com o amigo de infância Thorwald van den Akker, a gravadora independente Bitbird, que lançou seu primeiro single no ano seguinte. Seu terceiro EP, Cosmos, foi lançado em 18 de setembro de 2014, através da Heroic Recordings. Um dia depois, San Holo publicou em seu Twitter que havia recebido uma carta da Walt Disney Pictures. A empresa moveu um cease and desist contra o músico, com uma taxa estimada de cinco a dez milhões de dólares caso a infração continuasse, por seu nome artístico, San Holo, fazer referência a Han Solo, personagem de Star Wars.
Em 20 de outubro, a Trap Nation lançou o remix de "The Next Episode", do Dr. Dre. Em menos de dois anos, atingiu mais de 80 milhões de visualizações no YouTube, e tinha mais de 240 milhões até março de 2021. Foi descrito como um "game-changer completo" pelo site de música eletrônica We Rave You, e o site Ones to Watch disse que o remix "catapultou [San Holo] para o centro das atenções". O músico também lançou remixes de outras canções de hip hop, que fizeram parte de sua série "Don't Touch The Classics" assim como o remix de "The Next Episode", incluindo "In da Club", de 50 Cent, "Ms. Jackson", de Outkast e "Song 2", de Blur.
| “ | Um amigo meu sugeriu que eu fizesse remixes, e eu pensei, "Eu odeio remixes". Então percebi que posso apenas fazer meu próprio som em torno disso. Foi o que fiz com meu remix de "Next Episode". Isso simplesmente explodiu e eu pensei: uau, posso realmente fazer algo com isso. —San Holo ao Ones to Watch em 2018. | ” |

### 2015–2016:Victory,New Skye "Light"

Antigo logotipo de San Holo

Em fevereiro de 2015, San Holo lançou "We Rise" por meio da NEST. Até março de 2021, o single tinha mais de 115 milhões de visualizações no YouTube, e teve reconhecimento de Skrillex. Em 28 de abril de 2015, a Monstercat carregou um vídeo teaser em seu canal do YouTube intitulado "Victory", com a descrição dizendo "IV-V". Isto era uma dica; fãs decifraram "IV-V" como a data 4 de maio, o Dia de Star Wars. Isto foi posteriormente conectado ao personagem Han Solo e, então, a San Holo. Na data prevista, a Monstercat lançou o single "Victory" para promover o EP de mesmo nome, anunciando sua data de lançamento para o dia 25. Além de "Victory", uma outra canção do álbum, "Hold Fast", também foi incluída no álbum de compilação Monstercat 022 – Contact. Em 20 de agosto, San Holo lançou um teaser para o single "Imissu", com Father Dude, que foi posteriormente lançado em 4 de setembro através da Spinnin' Records. Em 2 de outubro, lançou um remix da canção de Porter Robinson "Natural Light", como parte de Worlds Remixed. O remix foi feito em um dia.

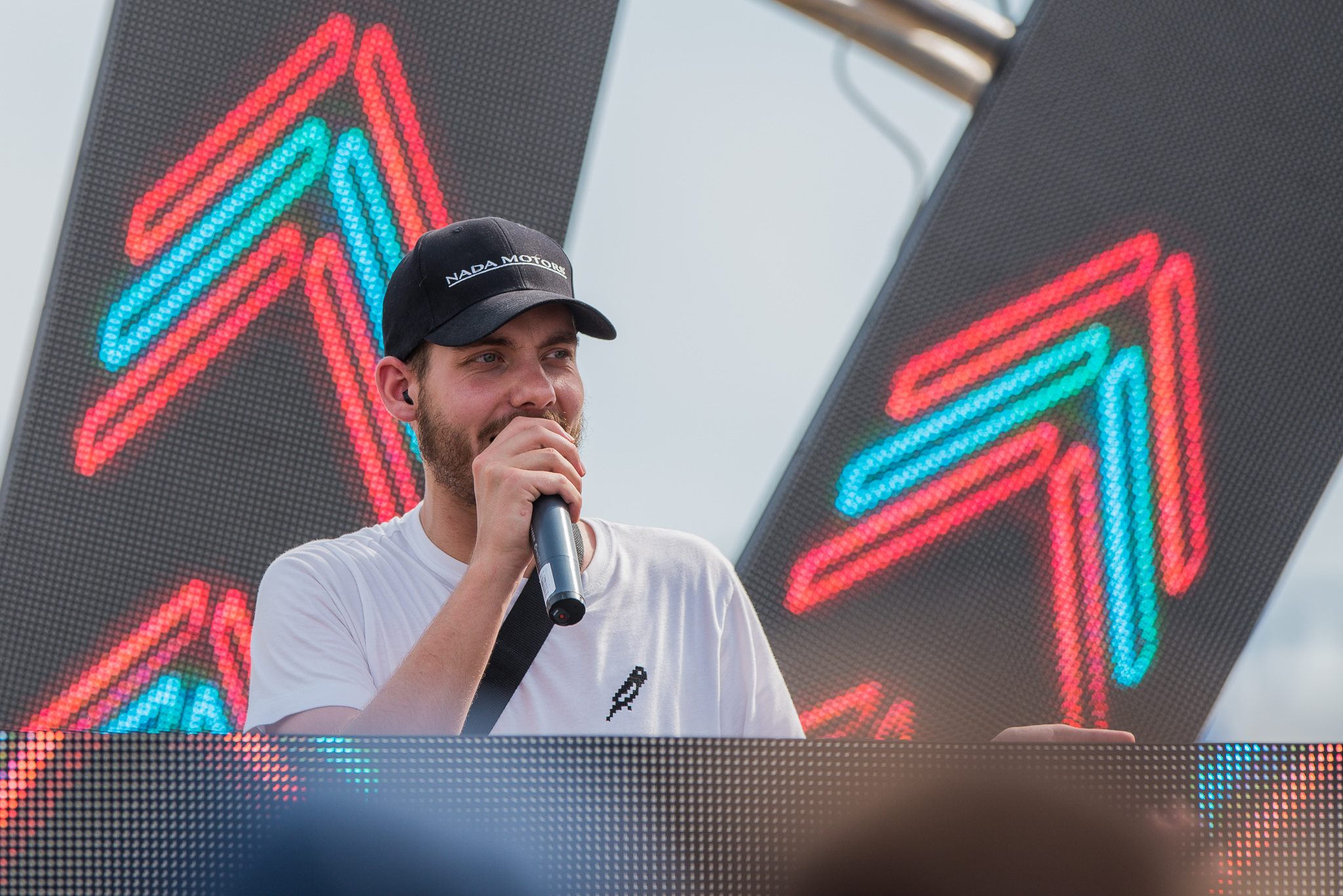
Holo na Open Beatz 2016

Em 26 de janeiro de 2016, San Holo lançou "Alright", com Yellow Claw, por meio da Owsla. No dia 24 do mês seguinte, foi anunciado o lançamento de um novo EP, New Sky, em seu Twitter. A canção título foi lançada no dia 1 de março através do canal Trap Nation. O lançamento do EP foi concluído com "They Just Haven't Seen It", com participação especial de The Nicholas, dez dias depois. Foi lançado também um videoclipe dirigido por Teemong para a faixa. Esta canção foi posteriormente incluída em dois álbuns: Monstercat 026 - Resistance e Monstercat - Best of 2016, enquanto "New Sky" foi incluída apenas no primeiro. Holo anunciou no mesmo dia a turnê New Sky Tour na América do Norte, apresentada pela Trap Nation. No dia 1 de junho, o Twitter oficial da gravadora independente Bitbird anunciou o lançamento de uma nova canção, "Still Looking", de San Holo, que seria o primeiro de uma próxima compilação da gravadora, Gouldian Finch. Foi posteriormente lançada como um single de download gratuito seis dias depois.
Em 5 de junho, San Holo fez o premiere da canção "Raw", que apareceu como a trilha sonora dos créditos do episódio 7 da 3.ª temporada da série de comédia estadunidense Silicon Valley. Foi totalmente lançada no dia 19 do mês seguinte. Em 22 de novembro, foi lançado o single "Light", através da Bitbird, que estreou em 38.º na Billboard Hot Dance/Electronic Songs na semana de 17 de dezembro. Na semana seguinte, obteve os maiores ganhos na parada, subindo doze posições. Na semana seguinte, a canção subiu para o 19.º lugar. Em 21 de abril de 2018, "Light" ultrapassou 100 milhões de streams no Spotify e, mais tarde, chegou a receber um disco de ouro pela RIAA e pela Music Canada. Ellie Mullins escreveu para o We Rave You que, com "Light", San Holo "conseguiu criar uma das faixas mais populares e bem-sucedidas da história do EDM moderno, e sua popularidade não vai morrer tão cedo." O site EDM.com classificou "Light" como uma das 10 melhores canções de future bass da década, e o site Dancing Astronaut classificou "Light" como uma das 100 melhores canções da década.

### 2017–2018:Album1e Casilofi

Novo logotipo de San Holo

Em 25 de abril de 2017, San Holo lançou uma versão acústica de "We Rise". Dois meses depois, em 30 de junho, lançou "The Future", com James Vincent McMorrow. Em 12 de setembro, San Holo lançou seu segundo single de 2017, "I Still See Your Face". Esta foi a primeira vez que ele incluiu suas próprias vocais em alguma canção. Foi anunciado também o lançamento de uma nova coletânea da gravadora, Gouldian Finch 2, com "I Still See Your Face" sendo a primeira faixa. Ela foi posteriormente lançada no dia 5 de outubro. Seu último single do ano foi sua canção "One Thing", que foi lançado em 17 de novembro com um vídeo lírico. Antes de seu lançamento, a canção já tinha sido apresentada num show em Boston. A parte final de 2017 para San Holo foi seu EP The Trip, que foi lançado em 26 de dezembro.
Em 26 de julho de 2018, San Holo lançou um vídeo anunciando seu álbum de estreia, intitulado Album1, anunciando uma turnê pouco tempo depois. No dia 2 de agosto, lançou um single duplo de seu álbum na Bitbird, "Worthy / Lift Me From The Ground". "Lift Me From The Ground" estreou em 42.º na Billboard Hot Dance/Electronic Songs na semana de 18 de agosto de 2018. No dia 31, outro single do álbum foi lançado, "Brighter Days", com o cantor Bipolar Sunshine, juntamente com um vídeo lírico oficial para a faixa. Pré-encomendas de Album1 foram abertas em 7 de setembro, juntamente com o anúncio de que o álbum seria lançado 14 dias depois em seu Twitter oficial. Pouco antes de seu lançamento, três singles de Album1 foram lançados: "Forever Free", com Duskus, no dia 14 de setembro, "Surface", com a banda de pós-rock Caspian e vocais não creditadas de Makedaze três dias depois, e "Voices In My Head", com The Nicholas, no dia 19.
Album1 estreou em 7.º lugar na Billboard Dance/Electronic Albums na semana de 6 de outubro. Simultaneamente, três canções de Album1 entraram na Dance/Electronic Songs na mesma semana: "Lift Me From The Ground" entrou novamente em 39.º, enquanto "Show Me" e "Brighter Days" entraram em 42.º e 49.º, respectivamente. Em 28 de dezembro, San Holo anunciou o "renascimento" de Casilofi, seu primeiro projeto musical antes de San Holo. Foi lançado então o EP Create, Create, Create, que consiste de quatro faixas lançadas e remasterizadas do projeto original.

### 2019–2020:Stay Vibrant

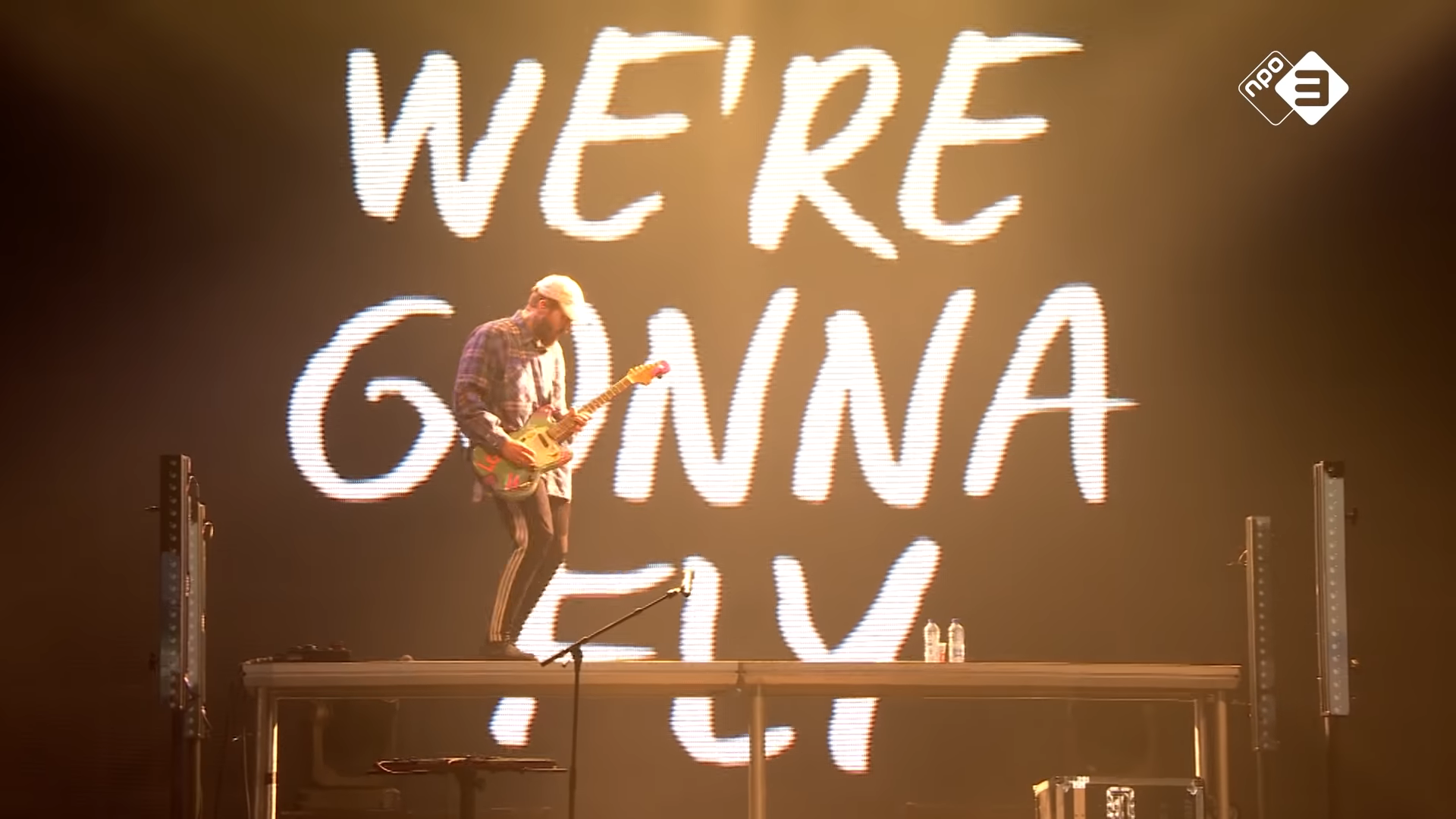
San Holo apresentando "Fly" na Pinkpop 2019

Em 22 de fevereiro de 2019, foi lançado o single "Lead Me Back", "a canção mais pessoal que eu já escrevi", segundo o próprio. Em 13 de junho, San Holo lançou "Lost Lately". Em 28 de setembro, pouco mais de um ano após o lançamento de Album1, San Holo lançou Album1 (Commentary), um álbum onde fala sobre seus pensamentos em relação a cada single do álbum original. No dia 17 de dezembro, San Holo anunciou em seu Twitter o lançamento de um álbum de remixes, Album1 (A Lot Of Remixes), que foi então lançado três dias depois. No dia 22 de janeiro do ano seguinte, San Holo anunciou o lançamento do single "Honest", com participação especial da dupla Broods, em seu Twitter, que foi posteriormente lançado no dia 31 do mesmo mês. Em 18 de março, participou do primeiro evento virtual da Bitbird, com Underscores, Tails, Taska Black, Droeloe e Rome in Silver.
A partir do dia 27 do mesmo mês, com "(If Only I Could) Hold You", San Holo começou a postar novos singles toda semana para uma nova coleção musical, chamada Stay Vibrant, devido a "esses tempos estranhos". Mais singles da coleção começaram a ser lançados: "Don't Forget To Breathe Today", no dia 6 de abril, "In The End I Just Want You To Be Happy", no dia 12, "Idk Anything (Demo)", no dia 22, "In Case I Never See You Again...", com participação especial de Analogue Dear, no dia 28, "We're All Just On Our Way Home", com participação especial de Luwten, no dia 4 de maio, e "Staring At The Sea Without You Next To Me", com participação especial de ILIVEHERE., no dia 11. Holo disse que essa não é a canção final, e que o plano é continuar expandindo a "playlist" por anos. No dia 9 de maio, participou do evento virtual de Porter Robinson, Secret Sky. Em 17 de outubro, San Holo publicou em seu Twitter uma versão acústica de "I Can't Stop", de Flux Pavilion, em comemoração ao décimo aniversário de lançamento desta canção.
Em 5 de novembro, San Holo anunciou uma pausa de suas redes sociais, como uma forma de "limpar sua mente e viver mais no momento". Quinze dias depois, Herobust lançou a canção "Remember", com o músico na guitarra. Em seu aniversário, no dia 26, anunciou uma nova canção, "BB U OK?", lançada no dia primeiro do mês seguinte através da Counter Records, fazendo deste seu primeiro lançamento na gravadora. Segundo o mesmo, o lançamento começou "um novo capítulo" em sua carreira. No dia 16, San Holo e What So Not participaram da série Beat Smash, sendo os competidores finais desta. Beat Smash é uma "competição amigável" que oferece "um ambiente divertido e lúdico" para artistas tocarem suas próprias músicas ou remixes, já lançados ou não, bem como para comporem novas músicas em tempo real. O site EDM.com disse que a participação da dupla fez com que este fosse "o maior episódio de Beat Smash desde o seu início." No dia 22 de dezembro, San Holo lançou um remix não oficial de "Last Christmas", de Wham!. Holo finalizou o ano com o show transmitido ao vivo no YouTube "Goodbye 2020", seis dias depois.

### 2021:BB U OK?

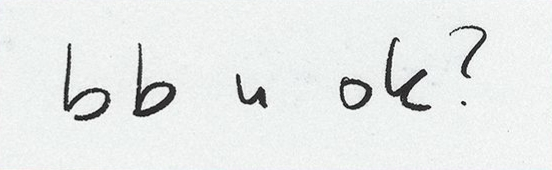
Logotipo de BB U OK?

No dia 27 de janeiro de 2021, ele publicou em seu Twitter que, no dia 3 de fevereiro, aconteceria o "maior anúncio da história de San Holo". Dois dias depois, publicou um vídeo teaser onde tocava diferentes instrumentos, o que levou fãs a especular que o novo anúncio seria possivelmente um novo álbum ou set. O site japonês iFLYER notou também que o teaser apresentava cores semelhantes à capa de "BB U OK?", então, o anúncio poderia ter relação à canção. As especulações estavam corretas: foi anunciado o segundo álbum de estúdio de San Holo, intitulado BB U OK?, inicialmente com uma data de lançamento de 21 de maio através da Bitbird e da Counter Records, contendo vinte faixas. Um single do álbum também foi lançado no mesmo dia, "Find Your Way", com participação especial de Bipolar Sunshine. San Holo explicou como foi escrever o álbum:
| “ | Tendo a ver a música que coloco como capítulos diferentes na minha vida... Escrevi "bb u ok?" durante um novo capítulo da minha vida... Estava aprendendo a lidar com o que acontece 'depois do amor'. Eu voei para LA [Los Angeles] e comecei a escrever e escrever, tentando expressar tudo o que tenho sentido nos últimos meses. A mudança de cenário definitivamente ajudou, voltar para LA (como fiz em album1) trouxe de volta algumas boas memórias do capítulo anterior. | ” |

Em 10 de março, mais um single do álbum foi lançado, "It Hurts!", com participação de Goslo e The Nicholas (não creditados). A canção se tornou popular no TikTok. Um single duplo foi liberado em 14 de abril: "Black and White / My Fault". Segundo San Holo, "My Fault" é a canção mais pessoal que ele já escreveu, e foi a primeira a ser escrita para o álbum. No dia 6 de maio, San Holo anunciou em seu Twitter que, devido a problemas técnicos, o lançamento do álbum foi adiado para 4 de junho. No dia 22 de maio, lançou "You've Changed, I've Changed", com Chet Porter. Dois dias depois, anunciou uma turnê norte-americana para promover o álbum.
No dia 19 de novembro, San Holo lançou seu primeiro single depois do álbum, "Mean It", com Manila Killa e vocais de Nick Lopez.

### 2022–presente:Existential Dance Music
Em 7 de abril de 2022, San Holo anunciou uma edição deluxe de BB U OK?, que inclui treze músicas bônus, incluindo uma faixa original, bem como remixes de artistas como Elohim e Chet Porter. No dia 19 do mês seguinte, o aplicativo de meditação Calm lançou o mix "The Stay Vibrant Series", com colaboração de San Holo. No dia 1 de junho, San Holo lançou com Jai Wolf a canção "We Will Meet Again", através da Mom + Pop.
San Holo lançou o single "All The Highs" em 16 de setembro de 2022. Outro single, "Don't Look Down", com Lizzy Land, foi lançado em 27 de janeiro de 2023. No dia 2 de junho de 2023, San Holo anunciou seu terceiro álbum de estúdio, Existential Dance Music, com os dois singles supracitados fazendo parte do álbum. No mesmo dia, o single "Bring Back the Color", com Aurora, foi lançado. Onze dias depois, San Holo anunciou uma turnê estadunidense para promover o álbum, que começou em 27 de setembro. O quarto single, "Tiny Flowers", foi lançado em 7 de julho de 2023. No dia 20, San Holo lançou um single sem álbum, "Feel Something Real", portanto não fazendo parte de Existential Dance Music. O quinto single deste álbum, "No Place is Too Far", com Whethan e Selah Sol, foi lançado em 18 de agosto de 2023. O álbum foi lançado em 15 de setembro de 2023.

## Estilo musical
San Holo declarou que sua "essência" é tocar guitarras e em bandas: "[É] de onde vêm todas as minhas músicas e ideias enquanto toco um instrumento". Ele também criava batidas de hip hop com amigos, o que teve "uma influência duradoura em seu estilo". Tocar guitarras também teve influência, com o artista dizendo que que a maioria de suas canções começam no instrumento. Além disso, o artista citou música clássica como um elemento que "expande [sua] visão e mente". Suas primeiras criações eram músicas experimentais nos DAWs Ableton e Logic, mas San Holo eventualmente passou a se interessar por bass music. Ele incorpora diferentes subgêneros em sua música, criando seu próprio estilo: "posso fazer o gênero que quiser, contanto que tenha meu próprio som [...] Posso fazer qualquer BPM que quiser [...] desde que tenha meu próprio universo musical e as pessoas reconheçam de qualquer jeito." Além disso, o mesmo declara que sua música "é sobre tocar as pessoas" e que não tenta fazer música dance, mas sim música emocional.
Suas influências artísticas são variadas. Segundo ele, seu pai era fã de Red Hot Chili Peppers e, consequentemente, a banda se tornou uma das favoritas de San Holo. Ao A Tribuna, disse: "Ouvia bandas como Limp Bizkit e blink-182, mas acho que a maior influência quando comecei a tocar guitarra foi o Red Hot Chili Peppers. Comecei a tocar quando tinha 13 anos e a primeira coisa que aprendi foi uma música deles". Ele disse que "ama Kanye West" como um artista, dizendo: "Eu realmente aprecio o que ele está fazendo. Ele está realmente ultrapassando os limites e é isso que estou tentando fazer também. Estou tentando encontrar coisas novas, tentando trazer coisas novas para a cena." Em entrevista ao RTL Today, questionado sobre suas influências, San Holo disse que essa era uma questão difícil de responder, já que "seria uma vergonha para mim dizer esse e aquele artista quando há muito mais". Citou bandas de post-rock como Sigur Rós a compositores clássicos como Maurice Ravel e Claude Debussy, além de pintores, skatistas e atletas. No entanto, acabou por dizer que a "estranheza da vida" foi sua principal inspiração. Em sua adolescência, San Holo tinha uma banda de punk rock. A transição para a música eletrônica ocorreu pois queria "independência". Quando parou de fazer ghost producing, ele criou um projeto influenciado pelo trap e house melódico.
| “ | [A maior parte de minha influência vem da] Vida. Parece tão clichê, mas a estranheza da vida me atinge o tempo todo. É inspirador. Além disso, ouço todos os tipos de música. Há algo em todos os tipos de música que posso apreciar, e minha música favorita de todos os tempos é uma composição de Maurice Ravel. —San Holo ao Stoney Roads em 2016. | ” |

Naquela época, não era chamado de future bass, era apenas música legal, [mas] meio que ficou tão saturado com produtores fazendo a mesma coisa [...] e foi aí que realmente começou a vir o future bass como gênero. E foi aí também que decidi que não queria mais estar neste gênero.

—San Holo ao Daily Emerald.
A maioria das fontes caracterizam o gênero musical de San Holo como future bass, enquanto outras o caracterizam como trap, mas ele se descreve como "um artista verdadeiramente inovador com um som que mistura indie e electronic dance music (EDM)". San Holo não gosta de ser chamado de um artista de future bass, chamando o gênero de "saturado" ao Daily Emerald, mesmo que seja considerado por algumas fontes como um dos pioneiros desse gênero. O artista passou a incorporar mais elementos de guitarra em suas produções a partir de 2017, habilidade que "chama a atenção" segundo A Tribuna. O artista questiona se sua música atual poderia ser caracterizada como future bass. Ao Stereofox, disse: "Acho que definitivamente fiz parte do reino do future bass desde o início, quando comecei San Holo, mas não gosto de me limitar a um gênero em particular e acho que minha música evoluiu muito desde então. Eu gosto de misturar as coisas e ver o quão longe posso ultrapassar os limites dos gêneros".

## Comunidade
No EDC Las Vegas de 2019, San Holo falou para a plateia continuar vibrante (tradução literal de "stay vibrant"). A partir daí, ele começou a incorporar a frase a sua marca e a seu estilo de vida. Os fãs são encorajados a colocar em seu nome no Twitter uma porcentagem do quão abençoado eles estão, pois essa seria uma forma de espalhar energias positivas. De acordo com essa "filosofia", o símbolo ↑% representa um "impulso percentual". A frase é uma tendência na comunidade de fãs de San Holo. Ele comentou: "Quando tento expressar o que realmente sinto, as palavras raramente parecem capturar a essência. [...] Usar a porcentagem parece ser a maneira perfeita de expressar como me sinto sem colocar em palavras."

## Prêmios
Em 2017, San Holo foi indicado no Electronic Music Awards à categoria "Novo Artista do Ano". Dois anos depois, venceu a categoria de melhor álbum de dance no Edison Pop, que é considerado o Grammy neerlandês, por seu álbum de estreia. Ainda em 2019, venceu o International Dance Music Awards nas categorias "Artista Revelação do Ano" e "Melhor Álbum de Eletrônica", novamente por Album1, e foi indicado à categoria "Melhor Artista Masculino (Baixo). Outros prêmios encontram-se em Lista de prêmios e indicações recebidos por San Holo.

## Discografia
- Album1 (2018)
- BB U OK? (2021)
- Existential Dance Music (2023)